# Antonio Guiducci
Antonio Domenico Guiducci (Arezzo, 12 dicembre 1849 – Arezzo, 29 aprile 1928) è stato un politico italiano.

## Biografia
Nato ad Arezzo nel 1849, figlio di Lorenzo Guiducci, ricco possidente aretino di estrazione nobiliare, fu un esponente del ceto conservatore cittadino, pur rimanendo un liberale. Dal 24 gennaio al 23 maggio 1884 fu sindaco facente funzioni di Arezzo, mentre dal 1888 al 1893 ricoprì la carica di assessore.
L'11 agosto 1900 venne eletto sindaco di Arezzo, guidando il consiglio comunale per nove anni con una giunta clerico-moderata, frutto di un'alleanza in funzione anti-progressista, dopo l'esperienza della precedente giunta presieduta da Guglielmo Duranti. Guiducci fu rieletto sindaco il 19 settembre 1903 e il 17 luglio 1906. Rassegnò le dimissioni una prima volta il 18 agosto di quell'anno, che vennero tuttavia respinte. Il 28 luglio 1908 venne rieletto sindaco per la quarta volta. Nuovamente dimissionario nel mese di ottobre, è costretto a ritirarle il 10 novembre seguente, per poi ripresentarle il 17 aprile 1909; inizialmente ancora rifiutate dal consiglio, vennero poi accolte e ratificate il 26 aprile: Guiducci fu sostituito alla guida del comune da Pier Ludovico Occhini.
Nel 1926 aderì al Partito Nazionale Fascista. Morì ad Arezzo il 29 aprile 1928.